# あしがくぼの氷柱

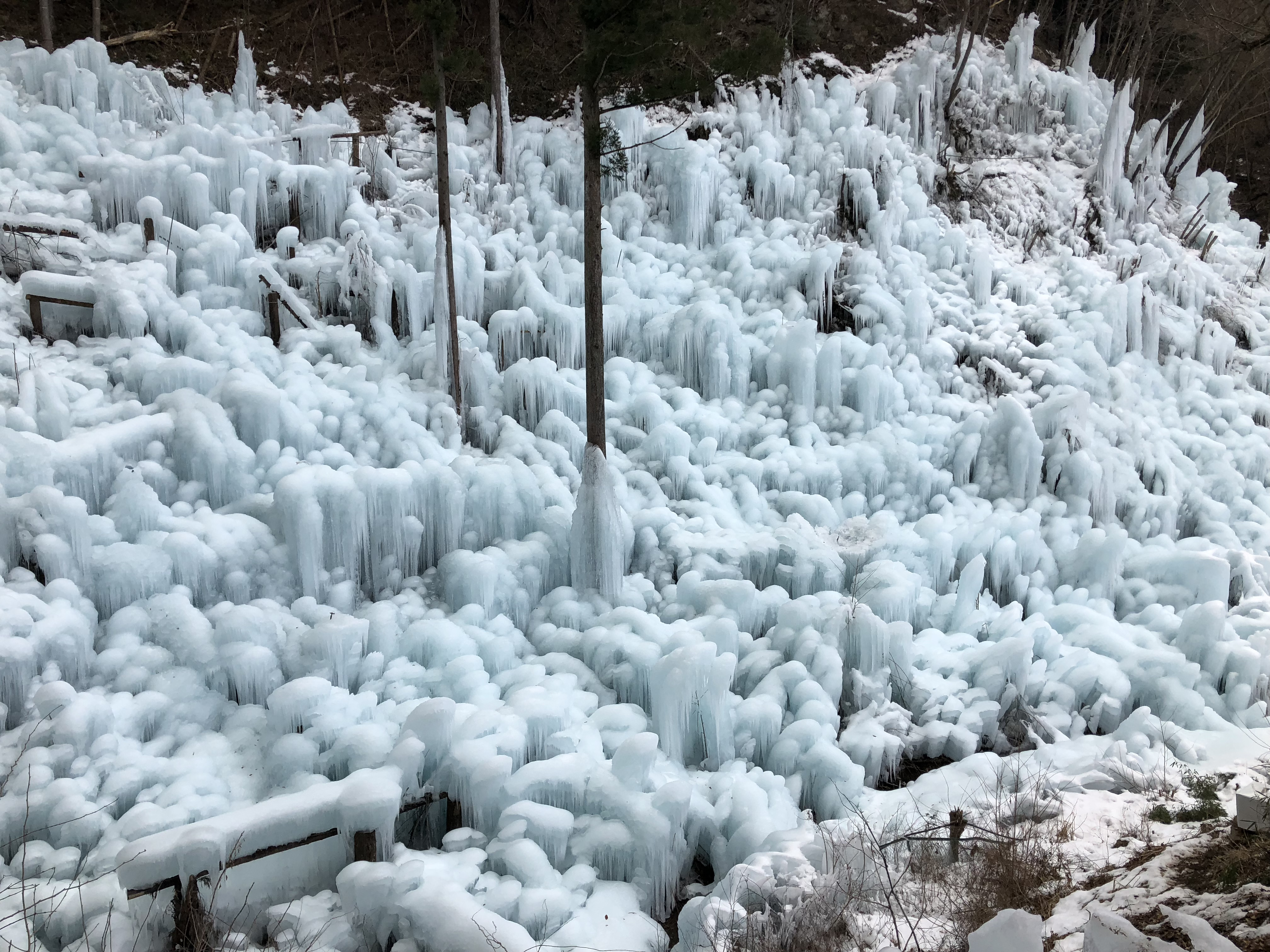
昼間の氷柱

あしがくぼの氷柱（あしがくぼのひょうちゅう）は、埼玉県秩父郡横瀬町で毎年1月上旬〜2月下旬に公開される氷柱で、秩父三大氷柱のひとつに数えられる。

## 概要
あしがくぼの氷柱は、埼玉県秩父郡横瀬町芦ヶ久保の兵ノ沢（ひょうのさわ）地区に毎年1月上旬〜2月下旬に横瀬町観光産業振興協会氷柱部会の主催、町民ボランティアにより製氷・運営されている。この氷柱は、地元横瀬町町民の提案により始まった。氷柱の公開が秩父路の氷柱で3番目となり、「秩父三大氷柱」が揃った。
川から汲み上げた水を、約1500平方メートルの山林の斜面にホースやスプリンクラーで散水して氷柱を作る。氷柱は、高さ約30メートル、幅125メートルに渡って広がる。氷柱が直接触れることができる近い距離にあり、実際に氷柱に触れることができるのが特徴である。
期間中の金〜日曜は色とりどりのライトアップが行われる。すぐそばを西武鉄道が走っている場所に作られたため、車窓から氷柱を見ることができる。期間中は、氷柱が見える場所で、電車の速度を落として運転したり、特急「Laview」の一部が芦ヶ久保駅で臨時停車する。

## 沿革
- 2011年
  - 横瀬町民のひとりから、横瀬町観光協会長に氷柱作成の提唱がされる[4][5]
- 2013年
  - 2月〜5月 - 横瀬町芦ヶ久保の住民が探した氷柱の候補地の下見を行う[8]
  - 5月13日 - 3か所の候補地の下見を行い「兵ノ沢地区」に氷柱を作ることが決定される[8]
  - 8月30日 - 横瀬町観光協会に氷柱部会が設立[9]
  - 11月中旬 - 兵ノ沢に遊歩道160メートルを整備する[9]
  - 11月24日 - 氷柱作りに向けて導水管敷設作業等の環境整備工事を行い、兵野沢の上流約450メートルより導水管を布設[9]
  - 12月14日 - 氷柱公開に向けて本格的な散水が開始される[8]
- 2014年
  - 1月11日  - 一般公開が始まる[8]
  - 1月18日  - オープニングセレモニーが開催され、正式公開となる[8]
- 2017年
  - 1月 - 横瀬町の広報に、地元町民に対する無料招待券が添付けられた[10] 。
  - 2月26日 - 一般公開が終了。この年の来場者数が60,000人を超えた[11]
- 2018年
  - 2月 - 年間来場者数が100,000人を超えた[12]
  - 2月25日 - 一般公開が終了。この年の来場者数が100,116人となった[2]。
- 2019年
  - 2月 - 年間来場者数が2年連続で100,000人を超えた[13]
  - 2月24日 - 一般公開が終了。この年の来場者数が過去最高の120,352人となった[2]。
- 2020年
  - 1月 - 暖冬により氷柱が育たず、1月9日より無料開放し、さらに同月14日より閉園が継続した[14]。1月29日に同日限りで当シーズンの事業を終了することが発表された[15]。この年の来場者数は約4,000人に落ち込んだ[16]。
- 2021年
  - 1月 - 新型コロナウイルスの感染拡大に伴い、開始日を1月8日から1月12日に変更し、オープンした[17]。土日祝日午後の入場を事前予約制とし、来場者にはマスクの着用と滞在を1時間以内とすること、県外からの訪問の自粛を求めている[18]。例年実施していた甘酒・紅茶の提供はない[18]。夜間ライトアップ時間も例年より短縮されており、金曜日はライトアップを実施しない[18]。新型コロナウイルス流行の影響で来場者数は約38,000人だった[16]。
  - 5月 - 埼玉県が誕生150周年を迎えるのを記念し、日本郵便株式会社と埼玉県が連携し、埼玉150周年のテーマ「colorful」をモチーフに制作された、オリジナルフレーム切手「埼玉150周年記念」に、あしがくぼの氷柱の写真が選ばれた[19]。
- 2022年
  - 1月 - 1月8日オープン[20]。冷え込みにより、「過去一番の出来」と言われる規模に氷柱が成長した[20][16]。
  - 2月8日 - TBS『CDTVライブ!ライブ!』 バレンタイン直前ラブソング 3時間スペシャルが、あしがくぼの氷柱から生放送される[21]。
  - 2月18日 - 好調な観客動員と氷柱の状態がよいことから、終了日が当初予定の2月23日から2月27日に延長された[22]。
- 2023年
  - 1月 - 1月7日より10回目として開催[23]。1月中旬時点では、日中の気温が高いため氷柱の生育はやや遅れ気味と報じられた[23]。その時点で入場者数自体は前年並のペースだった[23]。
  - 2月 - 予定通り2月23日で終了[24]。
- 2024年
  - 1月 - 当初は1月6日からの開催を予定していたが、氷柱の形成状況から1月13日に開始が延期された[25][26]。
  - 2月 - 今後気温の上昇が見込まれるため、終了予定を2月25日から同月18日に繰り上げた[27]。
- 2025年
  - 1月 - 1月9日に開始[28]。
  - 2月 - 2月に冷え込む日が続いたことで、終了日が2月24日から3月2日に延長された[29]。3月終了は10年ぶりとなる。2月16日時点で来場者は5万8,000人に達している[29]。
  - 3月2日 - 今年度の営業を終了し、前年の倍に当たる8万3千人以上が観覧した[30]。

## 来場者数推移
| 回数   | 開催期間                | 開催日数 | 来場者数   | 備考 |
| ------ | ----------------------- | -------- | ---------- | --- |
| 第1回  | 2014年1月18日 - 2月15日 | 29日間   | 1万人      | |
| 第2回  | 2015年1月9日 - 3月1日   | 52日間   | 4万人      | |
| 第3回  | 2016年1月5日 - 2月26日  | 53日間   | 5万人      | |
| 第4回  | 2017年1月6日 - 2月26日  | 52日間   | 6万人      | |
| 第5回  | 2018年1月6日 - 2月25日  | 51日間   | 10万0116人 | |
| 第6回  | 2019年1月5日 - 2月24日  | 51日間   | 12万0352人 | |
| 第7回  | 2020年1月5日 - 1月9日   | 5日間    | 4,000人    | 暖冬により氷柱が育たず1月9日より無料開放。                                                                            |
| 第8回  | 2021年1月12日 - 2月23日 | 43日間   | 3万8,000人 | 新型コロナウイルスの影響で大幅に落ち込んだ。                                                                          |
| 第9回  | 2022年1月8日 - 2月27日  | 51日間   | 8万5,000人 | 好調な観客動員と氷柱の状態がよいことから、終了日が当初予定の2月23日から2月27日に延長された                            |
| 第10回 | 2023年1月7日 - 2月23日  | 48日間   | 7万人以上  | |
| 第11回 | 2024年1月13日 - 2月18日 | 37日間   | 4万0265人  | 氷柱の生育不良で開始が1週間遅れた上、開幕後、今後の気温上昇に鑑み氷柱形成が厳しいと判断して、1週間早い2月18日で終了。 |
| 第12回 | 2025年1月9日 - 3月2日   | 53日間   | 8万3181人  | 氷柱の状態がよかったため、当初の2月24日終了予定を3月2日に延長。                                                       |

## メディア紹介
- BSテレ東 美しき日本百景『冬の絶景“秩父三大氷柱”～埼玉県秩父地域～』2016年3月20日(日) 10時30分～11時00分[36]
- テレ玉『魅力まるごと　いまドキッ！埼玉』2018年1月27日8時30分～9時[37]
- テレビ東京『なないろ日和』2018年1月31日10時～[38]
- テレビ東京『昼めし旅』2018年1月31日11時40分～[39]
- テレ玉『埼玉ビジネスウォッチ』2018年2月3日22時～[40]
- フジテレビ『もしもツアーズ』2018年2月3日18時～[41]
- BSフジ『かわいいこみなみには旅をさせよ』2018年2月11日 24時30分～[42]
- テレビ東京 なないろ日和！　『「観光タクシーで巡る冬の秩父いいとこづくしの旅」』 2020年1月22日（水）09:26～11:13[43]
- 日本テレビ news every.　2021年1月11日（月）16:50～19:00[44]
- テレビ朝日 帰れマンデー見っけ隊！！　『二階堂ふみ＆キスマイ二階堂が埼玉飯能で秘境バス旅完全版』 2021年1月25日（月）18:45～20:30[45]
- 日本テレビ ZIP！まいあさ生中継NOW！2021年1月26日（火）05:50～08:00[46]
- テレビ朝日 グッド！モーニング　依田司の気show予報　2022年1月13日 生中継[47]
- 日本テレビ　スッキリ　つながる金曜日　2022年1月14日　生中継[48]
- テレビ東京(BS) よじごじDays 2022年1月24日[49]
- NHK シブ5時 気象情報 生中継 2022年1月26日[50]
- TBS THETIME 生中継 2022年1月28日[51]
- フジテレビ めざまし8 2022年1月28日[52]
- テレビ朝日「10万円でできるかな」『スクラッチ宝くじ旅で大当たり出た!竹内涼真VS大地真央』2022年2月7日[53]
- TBS『CDTVライブ!ライブ!』 バレンタイン直前ラブソング 3時間スペシャル[21] 生中継 2022年2月8日
- NHK あさイチ「DEEPジャパン・埼玉」七色に輝く巨大な氷柱 2022年2月10日[54]

## 所在地
- 〒368-0071 埼玉県秩父郡横瀬町芦ケ久保1955-5

## アクセス
- 西武鉄道西武秩父線芦ヶ久保駅下車徒歩10分[55]
- 「道の駅果樹公園 あしがくぼ」第2駐車場から徒歩10分[55]

## 周辺
- 芦ヶ久保駅
- 道の駅果樹公園 あしがくぼ
- 横瀬町

### 埼玉県
- “埼玉150周年×日本郵便株式会社 Colorfulな♪オリジナルフレーム切手「埼玉150周年記念」が発売！” (HTML).   埼玉県庁 (2021年5月20日). 2021年5月21日閲覧。

### 横瀬町
- “あしがくぼの氷柱リーフレット” (JPG).   横瀬町観光産業振興協会 (2015年11月27日). 2017年1月5日閲覧。
- “あしがくぼの氷柱”.   横瀬町観光産業振興協会. 2017年1月5日閲覧。
- “平成26年第3回定例会 横瀬町議会本会議議事録.” (PDF).   横瀬町. 2017年1月10日閲覧。
- “平成26年第1回定例会 横瀬町議会本会議議事録.” (PDF).   横瀬町. 2017年1月10日閲覧。
- “広報よこぜ平成29年1月号” (PDF).   横瀬町 (2017年1月). 2017年1月14日閲覧。
- “あしがくぼの氷柱2017”.   横瀬町観光産業振興協会. 2017年3月6日閲覧。
- “終了　あしがくぼの氷柱　- Icicles at Ashigakubo　End-”. 歩楽里よこぜ.   横瀬町観光協会. 2020年1月29日閲覧。
- “イベント詳細: あしがくぼの氷柱2021”. 歩楽里よこぜ.   横瀬町観光協会. 2021年1月13日閲覧。
- “横瀬町議会平成31年3月定例会施政方針” (PDF).   横瀬町 (2019年3月). 2021年1月31日閲覧。
- “横瀬町観光協会あしがくぼの氷柱2014”.   横瀬町 (2014年2月16日). 2022年2月11日閲覧。
- “横瀬町観光協会あしがくぼの氷柱2015”.   横瀬町 (2015年3月1日). 2022年2月11日閲覧。
- “横瀬町観光協会あしがくぼの氷柱2016”.   横瀬町 (2016年2月26日). 2022年2月11日閲覧。
- “横瀬町観光協会あしがくぼの氷柱2017”.   横瀬町 (2017年2月27日). 2022年2月11日閲覧。
- “横瀬町観光協会あしがくぼの氷柱2023”.   横瀬町 (2023年2月24日). 2023年7月29日閲覧。
- 横瀬町観光協会 [@yokozekanko] (2024年1月3日). "【拡散希望　　あしがくぼの氷柱開催延期】". X（旧Twitter）より2024年1月3日閲覧。
- “横瀬町観光協会あしがくぼの氷柱2024 最新情報”.   横瀬町 (2024年2月13日). 2024年2月13日閲覧。

### その他
- “氷と光の美　あしがくぼの氷柱始まる”. 朝日新聞. (2017年1月6日) 2017年1月8日閲覧。
- “「あしがくぼの氷柱」にあわせ特急レッドアロー号の一部が芦ヶ久保駅に臨時停車します！”.   西武鉄道. 2017年1月8日閲覧。
- “秩父路三大氷柱めぐり”.   秩父鉄道. 2017年1月8日閲覧。
- “電車で行ける氷の絶景！秩父あしがくぼの氷柱は首都圏の別世界”.   Travel.jp (2016年12月19日). 2017年1月8日閲覧。
- “アスガキボウ委員会氷柱部会”.   アスガキボウ委員会氷柱部会. 2017年1月8日閲覧。
- “「あしがくぼの氷柱」来場10万人超で最高　ＰＲ策など効果”. 日本経済新聞. (2018年2月27日) 2018年8月19日閲覧。
- “来場者10万人達成、「あしがくぼの氷柱」で過去最高の人出　メディア露出が多く客来場「すごかった」”. 埼玉新聞. (2019年2月21日) 2019年3月1日閲覧。
- “暖冬で氷柱なく…横瀬・あしがくぼの氷柱、氷が溶け２９日まで閉園　３０日以降は２９日夕方に判断”. 埼玉新聞. (2020年1月25日) 2020年1月25日閲覧。
- “色変わる幻想世界　埼玉で「あしがくぼの氷柱」が開幕”. 朝日新聞. (2021年1月12日) 2021年1月12日閲覧。
- “横瀬町で「あしがくぼの氷柱」　過去一番の出来で公開”. 秩父経済新聞. (2022年1月17日) 2022年1月29日閲覧。
- “ここ数年で一番大きい！埼玉“秩父三大氷柱”見頃　コロナで客足が遠のくも「ライトアップなど美しい」”. 埼玉新聞. (2022年1月28日) 2022年1月29日閲覧。
- “CDTVライブライブ公式”. TBS. (2022年2月7日) 2022年2月11日閲覧。
- “美しき日本百景冬の絶景“秩父三大氷柱”～埼玉県秩父地域～”. TYTOKYO. (2016年3月20日) 2022年2月11日閲覧。
- “テレ玉『魅力まるごと　いまドキッ！埼玉』”. テレ玉. (2016年3月20日) 2022年2月11日閲覧。
- “テレビ東京『なないろ日和』”. テレビ東京. (2018年1月31日) 2022年2月11日閲覧。
- “テレビ東京『昼めし旅”. テレビ東京. (2018年1月31日) 2022年2月11日閲覧。
- “テレ玉『埼玉ビジネスウォッチ』”. テレ玉. (2018年2月3日) 2022年2月11日閲覧。
- “フジテレビ『もしもツアーズ』”. フジテレビ. (2018年2月3日) 2022年2月11日閲覧。
- “BSフジ『かわいいこみなみには旅をさせよ』”. フジテレビ. (2018年2月11日) 2022年2月11日閲覧。
- “日本テレビ news every.”. 日本テレビ. (2021年1月11日) 2022年2月11日閲覧。
- “テレビ東京 なないろ日和！　『「観光タクシーで巡る冬の秩父いいとこづくしの旅」』”. テレビ東京. (2020年1月22日) 2022年2月11日閲覧。
- “テレビ朝日 帰れマンデー見っけ隊！！”. テレビ朝日. (2021年1月25日) 2022年2月11日閲覧。
- “日本テレビ ZIP！まいあさ生中継NOW！”. 日本テレビ. (2021年1月26日) 2022年2月11日閲覧。
- “テレビ朝日 グッド！モーニング　依田司の気show予報”. テレビ朝日. (2022年1月13日) 2022年2月11日閲覧。
- “日本テレビ　スッキリ　つながる金曜日”. 日本テレビ. (2022年1月14日) 2022年2月11日閲覧。
- “テレビ東京(BS) よじごじDays”. テレビ東京. (2022年1月24日) 2022年2月11日閲覧。
- “NHK シブ5時 気象情報”. NHK. (2022年1月26日) 2022年1月26日閲覧。
- “TBS THETIME”. NHK. (2022年1月28日) 2022年2月11日閲覧。
- “フジテレビ めざまし8”. NHK. (2022年1月28日) 2022年2月11日閲覧。
- “テレビ朝日「10万円でできるかな」”. テレビ朝日. (2022年2月7日) 2022年2月11日閲覧。
- “NHK あさイチ「DEEPジャパン・埼玉」”. NHK. (2022年2月10日) 2022年2月11日閲覧。
- “＜秩父点描＞横瀬の氷柱　27日まで公開　秩父も観光客増受け延長”. 東京新聞. (2022年2月18日) 2022年2月19日閲覧。
- “インバウンド客にも好評　横瀬町であしがくぼの氷柱公開中”. 武蔵野新報. (2023年1月12日) 2023年7月29日閲覧。
- “客7万人超“あしがくぼの氷柱”延期、年始の気温上昇で　氷解け延期は初「仕上がりは1カ月遅れている」　秩父三大氷柱の一つ、ほかの氷柱は”. 埼玉新聞. (2024年1月5日) 2024年1月13日閲覧。
- “「来年が楽しみ」　あしがくぼの氷柱、オープンに向け準備始まる”. 埼玉新聞. (2024年12月23日) 2024年12月24日閲覧。
- “横瀬町「氷柱」で冬の観光誘客強化　西武鉄道など連携”. 日本経済新聞. (2025年1月10日) 2025年2月18日閲覧。
- “寒と暖の間　横瀬「あしがくぼの氷柱」　冷え込み厳しく来月2日まで公開延長”. 東京新聞. (2025年2月18日) 2025年2月18日閲覧。 記事中「（期間）延長は初めて」とあるが、実際は前記の通り2022年にも延長している。
- “「あしがくぼの氷柱」に8万3千人　雨量少なく厳しい冷え込み続き、大きく太い氷柱が順調に形成　横瀬の冬の風物詩、開催期間も延長　今季の来場者数は昨季の倍に”. 埼玉新聞. (2025年3月5日) 2025年3月27日閲覧。